# Blindebuk
Blindebuk er en gammel populær selskabsleg, som i Danmark også er knyttet til julen. Legen går ud på at en af festdeltagerne bliver udpeget til at være buk og får bundet et halstørklæde over øjnene. Blindebukken bliver snurret rundt, og skal i blinde forsøge at orientere sig sådan, at han eller hun får fanget nogen af de andre deltagere. Det gælder om at bruge hørelsen for at finde ud af hvor de andre gemmer sig. I enkelte tilfælde skal blindebukken også gætte hvem det er han eller hun har fanget, og er svaret forkert, må blindebukken fortsætte sin søgen. Den som bliver fanget og afsløret må straks overtage Halstørklædet og selv være blindebuk.
Johannes V. Jensens digt Blindebukken er en erindring om legen i tilknytning til et grundlovsmøde.

## Literatur
- Ludvig Holberg: Jule-Stue. Comoedie udi een Act. Jubeludgave af Ludvig Holbergs samtlige Comoedier. Gyldendal Nordisk Forlag. Kjøbenhavn 1884.
- Nils Lagli: Julspel i Ranen. Illustrasjoner av Kine Hermansen. Norsk Folkeminnelags skrifter nr. 139. H. Aschehoug & Co. (W. Nygaard). Oslo 1994. ISBN 82-03-17482-5